# Thamires Machado
Thamires Martins Machado (ur. 3 czerwca 2000) – brazylijska zapaśniczka walcząca w stylu wolnym. Zajęła trzynaste miejsce na mistrzostwach świata w 2024. Wicemistrzyni panamerykańska w 2025. Srebrna medalistka igrzysk Ameryki Południowej w 2022. Mistrzyni panamerykańska juniorów w 2019 roku.